# Edonismo
L'edonismo (dalla lingua greca antica ἡδονή, "piacere") è, in senso generale, il termine con il quale si indica qualsiasi genere di filosofia o scuola di pensiero che identifichi il bene morale col piacere, riconoscendo in esso il fine ultimo dell'essere umano.

## Edonismo e eudemonismo

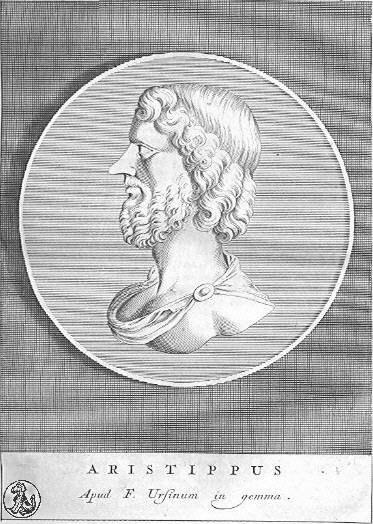
Immagine di fantasia di Aristippo di Cirene

Questa concezione non va confusa con l'eudemonismo e l'utilitarismo, che presumono una ricerca del piacere tramite il calcolo della ragione; l'edonismo vuole conseguire invece o il benessere immediato e attuale, il "piacere cinetico" dei cirenaici, o il "piacere catastematico" (come assenza di dolore) della dottrina epicurea.
La concezione edonistica fu rappresentata nell'antichità da Aristippo, allievo di Socrate e fondatore della scuola cirenaica, il quale, partendo dalla concezione socratica del bene come piacevole e della sua attraenza per chi lo conosce razionalmente ("eudemonismo"), approda all'edonismo in quanto bene. Aristippo in effetti devia totalmente dalla strada dell'intellettualismo etico socratico, riducendo il bene al piacere che la persona può godere momento per momento, poiché non vi è nessuna certezza che ne possa usufruire nel futuro imperscrutabile, dove può intervenire il destino che rende vana ogni speranza di vita felice.
La ricerca di un bene futuro si accompagna dunque sempre a un senso di incertezza e inquietudine che alla fine rende affannosa la vita di un individuo che cerca di impossessarsi di un piacere in movimento ("cinetico"). Meglio quindi cogliere il piacere immediato come la gioia, l'allegria, che si può cogliere nel presente badando sempre bene a non divenirne schiavo. Il saggio è infatti colui che può affermare:

«Posseggo, ma non sono posseduto».

## Etica epicurea

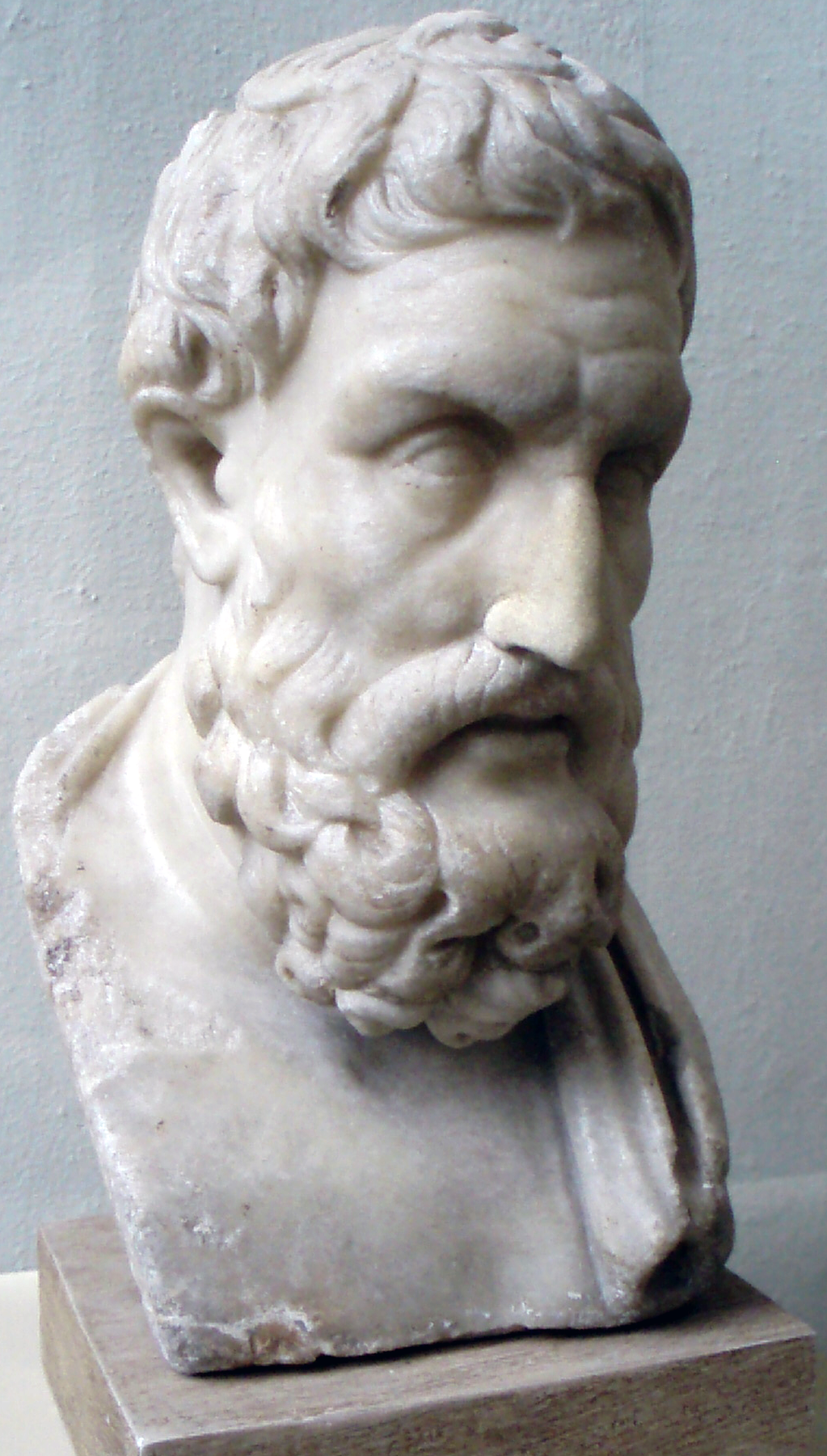
Busto di Epicuro (Pergamonmuseum, Berlino)

Il conseguimento del piacere costituisce il fulcro dell'etica epicurea che, diversamente da quella cirenaica, tende a conseguire il piacere stabile, duraturo ("catastematico"), inteso più come cessazione, privazione del dolore, che come conseguimento di un benessere; un piacere che si ottiene ricercando i soli beni necessari che si mantengano inalterati nel tempo e che quindi assicurino serenità e tranquillità d'animo. A questo scopo il saggio coltiverà l'amicizia e l'atarassia (in greco antico ἀταραξία (da α + ταραξις, "assenza d'agitazione"), vale a dire il distacco dalle passioni.
Per Epicuro non va escluso il piacere cinetico, ovvero transeunte e proprio dei sensi, ma va esercitato con grande moderazione e con un calcolo della ragione che richiama i princìpi dell'etica eudemonistica.

## Storia dell'edonismo
Nell'opinione comune il termine "edonismo" è giunto a significare, col tempo, non solo una corrente filosofica, ma più genericamente ogni comportamento e costume di vita che risulti volto, in modo esclusivo o prevalente, al raggiungimento del piacere fisico e immediato. A livello volgare si definisce perciò edonista colui che è dedito al lusso, al vizio, al perseguimento del piacere sessuale (libertinaggio); una definizione fortemente contestata proprio da Epicuro.

### Kant
L'edonismo ha subìto accese critiche nel corso della storia della filosofia: in particolare da Kant, che nella sua etica formale rifiuta che a una vita morale possa associarsi la ricerca del piacere o di qualsiasi altro bene materiale che renderebbe il comando (l'imperativo) morale ipotetico, cioè subordinato a fini esterni a quelli del conseguimento del bene per il bene, e non categorico, come dev'essere (cfr. Critica della ragion pratica).

### Utilitaristi
Nel XIX secolo, i princìpi dell'edonismo esercitarono un profondo influsso sui filosofi utilitaristi, tra cui Jeremy Bentham e soprattutto John Stuart Mill, il quale, in disaccordo con i principi generali della dottrina, avanzò criteri di differenziazione qualitativa fra le varie classi di piaceri.
All'utilitarismo e all'edonismo greco (principalmente a Epicuro) si rifanno ad esempio Michel Onfray e la prospettiva abolizionista del transumanismo (che presentano un influsso anche di Friedrich Nietzsche).

### Edonismo psicologico
Alcuni autori contemporanei (P. Gorsen, J.C.B. Gosling, Herbert Marcuse), pur conservando un atteggiamento critico, tuttavia, anche sulla base di considerazioni di carattere psicologico, giudicano il piacere un aspetto importante della motivazione, per cui le dottrine edonistiche avrebbero messo in risalto come la soddisfazione del piacere rappresenti un elemento essenziale per l'armonico sviluppo psichico dell'individuo.

### Edonismo nella cultura di massa

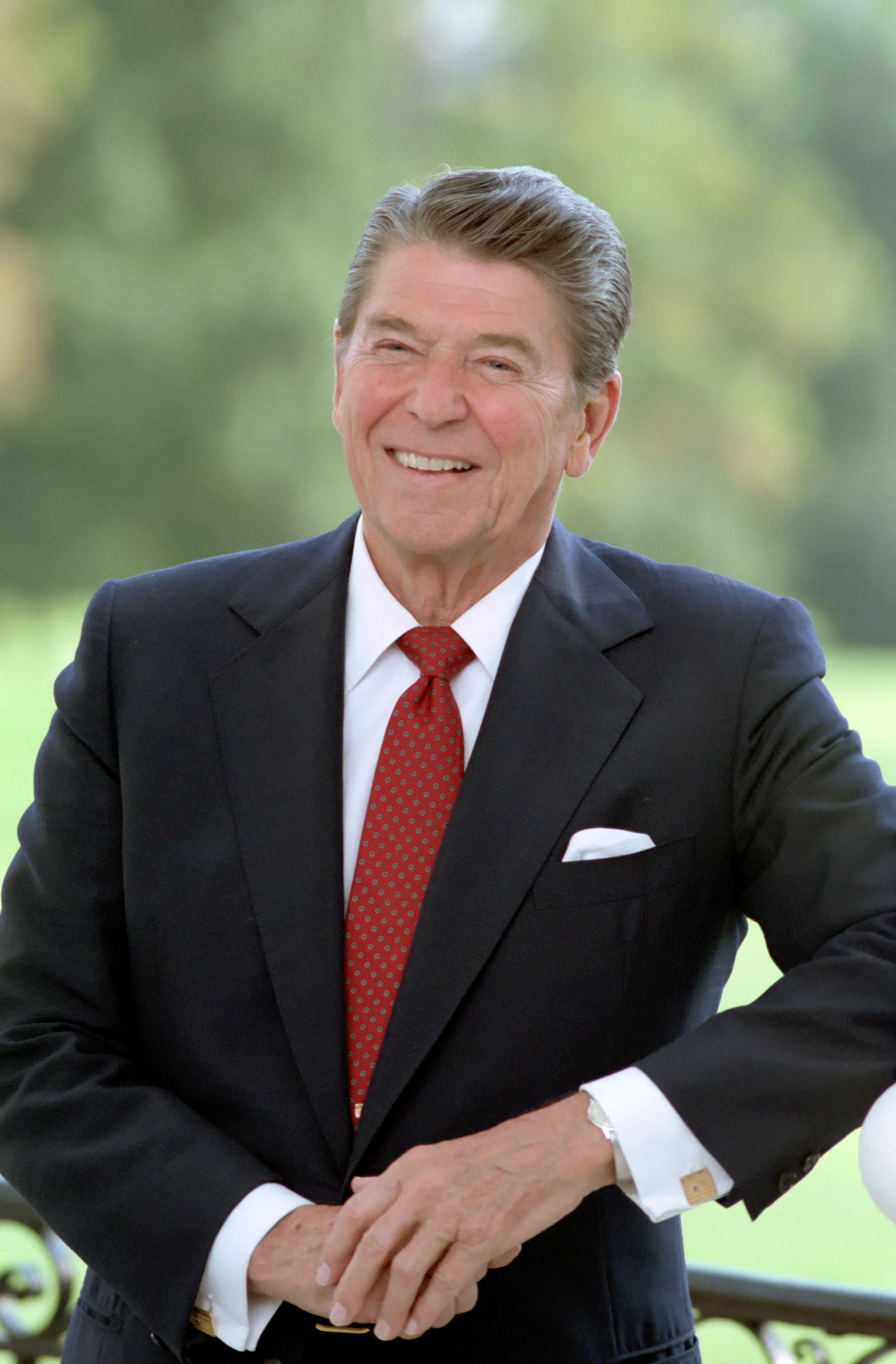
Il quarantesimo presidente degli Stati Uniti d'America Ronald Reagan, da cui prese il nome l'edonismo reaganiano

Un'ulteriore accezione con cui il termine viene utilizzato è quella, giornalistica, di "edonismo reaganiano", riferita non al significato propriamente filosofico, ma alle teorie individualiste, al neoliberismo e ai comportamenti egoistici. Con essa si vorrebbe indicare la tendenza, spiccatamente individualista, che la società occidentale assunse dagli anni ottanta, quando gli Stati Uniti furono sotto la presidenza di Ronald Reagan. In quegli anni le dottrine politico-economiche dominanti come la Reaganomics e il thatcherismo, rifacendosi alle teorie economiche della scuola di Chicago, propugnavano l'autosufficienza economica dell'individuo nei confronti dello Stato assistenzialista, il libero mercato, i tagli alla spesa pubblica e la riduzione delle imposte.
In tale contesto, l'"edonismo reaganiano", inizialmente imputato al neoliberismo degli anni ottanta, si è andato successivamente affermando nell'epoca della globalizzazione, che ha visto l'affermarsi di un modello sociologico da Zygmunt Bauman definito società liquida e che Umberto Eco ha sintetizzato in un suo articolo su L'Espresso del 2015: